# Постмодерна теологія
Постмодерністська теологія, зокрема знана як континентальна філософія релігії — філософсько-богословська течія, яка інтерпретує теологію у світлі постгайдеггерівської континентальної філософії, включаючи феноменологію, постструктуралізм і деконструкцію. Декотрі християнські постмодерністи стверджують, що характерним типом мислення, який покладається в основу теорії постмодерного богослов'я, лежить через фундаментальних християнських мислителів, таких як Августин Блаженний і Тома Аквінський, а також відомими містиками, як от Мейстер Екхарт і Ангелус Сілезіус. 
Попри наведене визначення, деякі дослідники уникають найменування "постмодерне християнство", оскільки значення терміна "постмодерн" часто є предметом дискусій навіть серед тих, хто користується широким вжитком слова. Тому стверджується, що він майже не має визначеного значення, і здебільшого слугує символом емоційно забарвленої боротьби ідеологій. Щобільше, мислителі, яких вважають постмодерністами, такі як Жак Дерріда та Філіп Лаку-Лабарт, відмовилися працювати під постмодерністською маркою, вважаючи за краще натомість конкретно охоплювати один проект, що походить від європейського Просвітництва та його попередників. А все-таки, постмодерністське християнство та його складові думки продовжують залишатися актуальними.

## Історія
Постмодерністське богослов'я виникло в 1980-х і 1990-х роках, коли кілька філософів, які взяли філософа Мартіна Гайдеггера за загальну точку відліку, почали публікувати впливові книги з богослов'я. Деякі з найвідоміших робіт цієї епохи включають книгу Жана-Люка Маріона 1982 року "Бог без буття" (Dieu sans l’être), Марка Ч. Тейлора 1984 року "Помилка", Чарльза Вінквіста 1994 року "Бажання теології" (Desiring Theology), Джона Д. Капуто 1997 року "Молитви і сльози Жака Дерріда" (The Prayers and Tears of Jacques Derrida), і Карла Рашке 2000 року "Кінець теології" (The End of Theology).

### Радикальна ортодоксія
Радикальна ортодоксія є формою континентальної філософської теології, на яку вплинули роботи реформатського богослова Карла Барта, католицьких богословів Анрі Марі де Любака та Ганса Урса фон Бальтазара, а також католицького філософа-феноменолога Жана-Люка Маріона. Головним чином радикальна ортодоксія прагне дослідити класичні християнські твори та пов'язані з ними неоплатонічні тексти з сучасної філософсько-континентальної перспективи. Для представників зазначеного напрямку роботи таких письменників, як Августин Блаженний і Псевдо-Діонісій Ареопагіт, становлять цінні джерела знань і сенсу, актуальні для сучасного суспільства і християнства в цілому. Джон Мілбанк, Кетрін Піксток, Грем Уорд і Джеймс К. А. Сміт є основними прихильниками радикальної ортодоксії у сучасності. Рух також пов'язаний з постлібералізмом — течією в богослов'ї, головним прихильником якої є Стенлі Хауервас, що відкидає ліберальні герменевтичні методи і просвітницькі припущення щодо епістемології.

### Ґерменевтика релігії
Ґерменевтика релігії є ще однією формою континентального філософського богослов'я. Система герменевтичної інтерпретації, розроблена Полем Рікером, справила потужний вплив на християнство. Центральною темою герменевтики релігії є те, що Бог існує поза межами людської уяви. Видатним представником руху є ірландський філософ Річард Керні (нар. 1954 р.). 

### Недогматичне богослов'я
Недогматичне богослов'я або "слабке богослов'я" - це спосіб мислення про богослов'я з деконструктивної точки зору. Цей стиль мислення зобов'язаний Жаку Дерріда, особливо у світлі його ідеї "слабкої сили". Слабке богослов'я є слабким тому, що воно використовує підхід до богослов'я, який не є догматичною перспективою. Прихильники слабкого богослов'я стверджують, що домінуючі сучасні пояснення в богослов'ї за своєю суттю є ідеологічними, тоталізуючими і войовничими. У відповідь на це слабке богослов'я виражає себе через акти тлумачення.
На думку американського богослова Джона Д. Капуто, особливий інтерпретаційний акт слабкого богослов'я породив концепцію слабкості Бога. У цьому напрямі парадигма Бога як всепоглинаючої фізичної або метафізичної сили вважається помилковою. На зміну старому Богу-сили приходить ідея Бога як безумовного твердження без сили. Як твердження без сили, Бог слабкого богослов'я не втручається в природу ні фізично, ні метафізично. Слабке богослов'я наголошує на відповідальності людини діяти в цьому світі тут і зараз. Оскільки Бог мислиться як слабкий, слабке богослов'я підкреслює "слабкі" людські чесноти прощення, гостинності, щирості та сприйнятливості. У кожній з цих чеснот діє метафорична "сила безсилля"[6].
Джон Д. Капуто і Джанні Ваттімо нещодавно завершили роботи, які розвивають ідею слабкого богослов'я. До них також приєднався Славой Жижек, який розглядав подібні теми у своїх роботах. Раніше богослови визволення, такі як Юрген Мольтманн, досліджували поняття кенозису та самопорожньої природи Бога у Христі. Пітер Роллінз, один з провідних прихильників руху Виникаючих Церков, також рухався в напрямку радикального богослов'я і набув значного впливу на різні напрямки постмодерністського християнства

## Ліберальне християнство
Ліберальне християнство, яке іноді називають "ліберальною теологією", має спорідненість з деякими сучасними формами постмодерністського християнства, яке на початку нехай і стояло в опозицію проти протестанського лібералізму. Ліберальне християнство — це загальний термін, що охоплює різні філософські течії в християнстві 19-го і 20-го століть.
Попри найменування, ліберальне християнство завжди було досить консервативним. Слово "ліберальний" у ліберальному християнстві не обов'язково означає лівий, а скоріше вживається у тому розумінні, яке виводиться ще з доби Просвітництва. Загалом, лібералізм епохи Просвітництва стверджував, що людина є політичною істотою і що свобода думки й вираження поглядів має бути однією з найвищих людських цінностей. Розвиток ліберального християнства багато в чому завдячує працям філософів Іммануїла Канта та Фрідріха Шлейєрмахера.
У 19 столітті ліберальні християни прагнули встановити людське вчення Ісуса як стандарт для світової цивілізації, вільної від культових традицій і слідів "язичницької" віри в надприродне. Як наслідок, ліберальні християни надавали менше значення чудесним подіям, пов'язаним з життям Ісуса, ніж його вченню. Зусилля щодо видалення "забобонних" елементів з християнської віри сходить до християнських інтелектуальних реформаторів, таких як Еразм і деїсти 15-17 ст. Дебати про те, чи була віра в чудеса просто забобоном чи необхідною для прийняття божественності Христа, становили кризу в церкві 19 століття, на вирішення якої була зроблена спроба досягти богословського компромісу.
Біблія Джефферсона, також відома за оригінальною назвою "Життя і мораль Ісуса з Назарету" (англ. The Life and Morals of Jesus of Nazareth), була задумана Томасом Джефферсоном для звеличення вчення Ісуса шляхом вилучення деяких частин Нового Заповіту, що містять описи надприродних подій, джерелом яких, на думку Джефферсона, було неправильне розуміння таких подій чотирма євангелістами.
Багато ліберальних християн 20-го століття перебували під впливом філософів Едмунда Гуссерля і Мартіна Гайдеггера; прикладами видатних ліберальних християнських мислителів є Рудольф Бультман і Джон А.Т. Робінсон (1919-1983). 

## Християнський екзистенціалізм
Християнський екзистенціалізм — це форма християнства, яка значною мірою спирається на праці Серена К'єркегора. К'єркегор започаткував філософську школу, коли відреагував на претензії Георга Вільгельма Фрідріха Гегеля на універсальне знання і те, що він вважав порожніми формальностями церкви 19-го століття. Християнський екзистенціалізм наголошує на невизначеності віри, індивідуальній пристрасті та суб'єктивності пізнання.
Хоча праці К'єркегора спочатку не були сприйняті, вони набули широкого поширення на початку 20-го століття. Пізніше християнські екзистенціалісти синтезували к'єркегорівські теми з роботами таких мислителів, як Фрідріх Ніцше, Вальтер Беньямін та Мартін Бубер.
Пауль Тілліх, Лінкольн Свейн, Габріель Марсель і Джон Маккуорі є прикладами важливих християнських письменників-екзистенціалістів, які спиралися на фундаментальних неортодоксних мислителів, таких як Карл Барт і Еміль Бруннер, які подібним чином ігнорували позитивізм традиціоналістського протестантизму. 